# Piłkarska I. klasa B w Czechach
Piłkarska I. klasa B w Czechach (czes.: Fotbalové I. B třídy) – siódma w hierarchii klasa rozgrywek piłkarskich w Czechach. Składa się na nią 14 lig, z których każda przypisana jest do poszczególnego kraju. Rozgrywki toczone są systemem ligowym, metodą każdy z każdym, mecz i rewanż w cyklu jesień-wiosna. W niektórych krajach podzielone są na grupy (nawet do pięciu grup – A,B,C,D i E). Zwycięzcy każdej z lig awansują bezpośrednio do I. klasy A. Zespoły z końcowych miejsc w tabeli spadają do II. klasy.

## Lista lig I. klasy B w Czechach
- Praska I. klasa B
- Środkowoczeska I. klasa B
- Południowoczeska I. klasa B
- Pilzneńska I. klasa B
- Karlowarska I. klasa B
- Ustecka I. klasa B
- Liberecka I. klasa B
- Hradecka I. klasa B
- Pardubicka I. klasa B
- I. klasa B Wysoczyzny
- Południowomorawska I. klasa B
- Ołomuniecka I. klasa B
- Morawskośląska I. klasa B
- Zlińska I. klasa B